# Carole & Tuesday
Carole & Tuesday (jap. キャロル＆チューズデイ) ist eine japanische Anime-Fernsehserie von Studio Bones aus dem Jahr 2019. Sie wurde als Manga adaptiert und international veröffentlicht. Die Geschichte über zwei begeisterte junge Musikerinnen spielt in einer fernen Zukunft, in der nur noch von künstlicher Intelligenz geschaffene Musik erfolgreich wird.

## Inhalt
In einer fernen Zukunft ist die Technologie weit fortgeschritten. Der Mars wurde bereits 50 Jahre zuvor besiedelt und Kunst und Musik werden nur noch von künstlicher Intelligenz gemacht. Der erfolgreichste Vertreter dieser künstlichen Musik ist der DJ Ertegun. Die meisten Menschen jedoch konsumieren sie nur noch. Die in armen Verhältnissen aufgewachsene Carole schlägt sich in Alba City durch und träumt davon, eine Musikerin zu werden und selbst Musik zu erschaffen. Sie trifft auf Tuesday, die aus ihrem reichen Elternhaus in Herschel City weggelaufen ist und Caroles Traum teilt. Beide wurden für ihren Wunsch, selbst Musik zu machen, von anderen immer wieder ausgelacht. Nun tun sie sich zusammen und gründen eine Band: Carole mit Keyboard und Tuesday mit der Akustikgitarre – dem einzigen, was sie aus ihrem früheren Leben noch besitzt. Ihr erster Song wird ungewollt vom Techniker Robby aufgenommen, veröffentlicht und dann zu einem viralen Hit. Daraufhin spürt Gus Goldman die beiden auf und bietet sich als ihr Manager an. Währenddessen hat das Model Angela mit den Vorbereitungen für ihre Auftritte zu kämpfen, nachdem sie vom Musikproduzenten Tao als neue „Sängerin“ für künstliche Musik engagiert wurde.

## Produktion und Veröffentlichung
Die Serie entstand bei Studio Bones unter der Regie von Shinichiro Watanabe und nach einem Konzept von Aya Watanabe. Unter Watanabe führte auch Motonobu Hori Regie. Das Charakterdesign entwarfen Eisaku Kubonouchi und Tsunenori Saito und die künstlerische Leitung lag bei Ryō Kōno. Für die Kameraführung war Masataka Ikegami verantwortlich, für die 3D-Animationen Takuma Miyake. Produzenten waren Makoto Nishibe und Noriko Ozaki.
Die 24 Folgen der Serie wurden vom 10. April bis zum 2. Oktober 2019 von Fuji TV in Japan erstmals ausgestrahlt. Netflix erwarb die Lizenz für die internationale Ausstrahlung und veröffentlichte den Anime auf seiner Plattform in diversen Synchronfassungen, darunter auf Englisch, Deutsch, Spanisch und Französisch.
Noch während der Ausstrahlung der Serie wurde unter dem Titel Car & Tue ein Ableger in Form einer Flash-animierten Kurzserie veröffentlicht. Die insgesamt acht auf YouTube veröffentlichten Folgen zeigen kurze, humoristische Szenen mit den Charakteren aus dem Anime.

### Synchronisation
Die deutsche Synchronfassung entstand bei SDI Media Germany unter der Regie von Daniela Arden und nach einem Dialogbuch von Kati Schaefer.
| Rolle   | japanische Stimme (Seiyū) | deutsche Stimme  |
| ------- | ------------------------- | ---------------- |
| Tuesday | Kana Ichinose             | Lara Wurmer      |
| Carole  | Miyuri Shimabukuro        | Marcia Von Rebay |
| Angela  | Sumire Uesaka             | Anke Kortemeier  |
| Dahlia  |                           | Bettina Redlich  |
| Valerie | Tomoko Miyadera           | Dagmar Dempe     |
| Spencer | Takahiro Sakurai          | Fabian Rohm      |
| Tao     | Hiroshi Kamiya            | Julian Manuel    |
| Roddy   | Miyu Irino                | Maximilian Belle |
| Ertegun | Mamoru Miyano             | Pascal Breuer    |
| Gus     | Akio Ohtsuka              | Thomas Albus     |

### Musik
Komponist der Filmmusik war Mocky. Das Opening wurde unterlegt mit den Liedern Kiss Me und Polly Jean, beide von Nai Br.XX & Celeina Ann. Die Abspannlieder sind:
- Hold Me Now von Nai Br.XX & Celeina Ann
- Not Afraid von Alisa
- Endless von Alisa
- The Tower von Alisa
- Mother von Voices from Mars

Außerdem werden während der Folgen weitere Lieder eingespielt:
- After the Fire von Nai Br.XX & Celeina Ann feat. Lauren Dyson
- All I See von Marker Starling
- All I Want von Alisa
- Army of Two von Nai Br.XX & Celeina Ann
- Beautiful Breakdown von Nai Br.XX & Celeina Ann
- Breathe Again von Alisa
- Bulldog Anthem von Kazuma Kudo
- Crash the Server von Denzel Curry
- Dance Tonight von J R Price
- Day by Day von Nai Br.XX & Celeina Ann
- Galactic Mermaid von Yūri Kuriyama
- Give You the World C&T ver. von Nai Br.XX & Celeina Ann
- Give You the World von Jessica Karpov
- Gravity Bounce von Madison McFerrin
- La Ballade von Maika Loubté
- Lay it All On Me von Nai Br.XX & Celeina Ann
- Light a Fire von Alisa
- LIGHTS GO OUT von Alisa
- Lonestar Jazz von Denzel Curry
- Lost My Way von Nai Br.XX & Celeina Ann
- Love Yourself von J R Price
- Message in the Wind von Nai Br.XX & Celeina Ann
- Milky Way von Madison McFerrin
- Miserere Mei, Deus von Marker Starling
- Move Mountains von Alisa
- Never Die von Singman
- Round and Laundry von Nai Br.XX & Celeina Ann
- Someday I'll Find My Way Home von Nai Br.XX & Celeina Ann
- The Lonliest Girl von Nai Br.XX & Celeina Ann
- The Tower von Alisa
- Threads von Eirik Glambek Bøe
- Threads von Nai Br.XX & Celeina Ann
- Unbreakable von Lauren Dyson
- Unrequited Love von Thundercat
- Whispering My Love von Nai Br.XX & Celeina Ann

## Manga
Zum Anime erschien von Mai 2019 bis Juli 2020 eine Mangaserie von Morito Yamataka im Magazin Young Ace bei Kadokawa Shoten. Die Kapitel wurden auch zusammengefasst in drei Bänden herausgegeben. Von Dezember 2021 bis Juli 2022 wurde die Serie als Carole und Tuesday von Carlsen Manga auf Deutsch veröffentlicht. Eine englische Fassung wurde von Yen Press veröffentlicht, eine spanische von Editorial Ivréa und eine italienische von Planet Manga.